# Gonanticlea penicilla
Gonanticlea penicilla är en fjärilsart som beskrevs av Louis Beethoven Prout 1932. Gonanticlea penicilla ingår i släktet Gonanticlea och familjen mätare. Inga underarter finns listade i Catalogue of Life.